# Мартыненко, Владислав Тимофеевич
Владисла́в Тимофе́евич Мартыне́нко (21 июля 1940, Киев — 15 апреля 2015, Санкт-Петербург) — российский учёный, специалист в области систем вооружения флота и информационного обеспечения функционирования сложных систем; доктор военных наук, профессор; контр-адмирал; начальник ЦНИИ вооружения ВМФ (1991—1996).

## Биография
В 1962 году окончил корабельный факультет Черноморского высшего военно-морского училища имени П. С. Нахимова по специальности «Корабельное специальное вооружение». Служил на Северном флоте командиром группы управления, инженером боевой части ракетного крейсера «Грозный» (1962—1966), помощником флагманского специалиста ракетного оружия 43-й дивизии ракетных кораблей (1966—1969).
С 1972 года, по окончании факультета вооружения по специальности «Морское ракетное вооружение и системы управления» Военно-морской академии, — старший офицер отдела боевой подготовки Управления ракетно-артиллерийского вооружения ВМФ, в 1976—1979 — старший референт, член Научно-технического комитета ВМФ.
В 1981 году окончил основной факультет Военной академии Генерального штаба Вооружённых Сил имени К. Е. Ворошилова по специальности «Командно-штабная оперативно-стратегическая». Служил помощником председателя Научно-технического комитета ВМФ; с 1984 — заместитель начальника, с 1991 — начальник ЦНИИ вооружения (28 НИИ) ВМФ.
В 1996 году уволен в запас. Работал заместителем председателя центрального совета «Братства ракетчиков и артиллеристов Военно-Морского Флота по Санкт-Петербургскому отделению». Возглавлял фонд поддержки программ возрождения отечественного флота «Морской фонд», был одним из учредителей ЗАО «Научно-технический центр „Геоид“».
Контр-адмирал. Доктор военных наук, профессор. Член-корреспондент Российской академии ракетных и артиллерийских наук; действительный член МАИ.
Умер 15 апреля 2015 года. Похоронен на Серафимовском кладбище.